# Coleochloa microcephala
Coleochloa microcephala är en halvgräsart som beskrevs av Ernest Nelmes. Coleochloa microcephala ingår i släktet Coleochloa, och familjen halvgräs.
Artens utbredningsområde är Tanzania. Inga underarter finns listade i Catalogue of Life.